# Lipasa gàstrica
La lipasa gàstrica, també coneguda com a LIPF, és una proteïna enzimàtica que en els humans està codificada pel gen LIPF.

## Funció
La lipasa gàstrica és una lipasa àcida secretada per les cèl·lules gàstriques principals de les glàndules fúndiques de la mucosa en l'estòmac. Té un pH òptim de 3-6. La lipasa gàstrica junt amb la lipasa lingual, consta de dues lipases àcides. Aquestes lipases, al contrari que les lipases alcalines (com la lipasa pancreàtica), no requereix àcid biliar o colipasa per a una òptima activitat enzimàtica. Les lipases àcides formen el 30% de la hidròlisi de lípids que ocorre durant la digestió en l'humà adult, amb la lipasa gàstrica que contribueix en la major part de les dues lipases àcides, En els neonats, les lipases àcides són molt més importants i proporcionen més del 50% de l'activitat lipídica total.

## Importància clínica
La lipasa gàstrica pot compensar parcialment la disminució en la producció de lipasa pancreàtica associada amb la disfunció pancreàtica, proporcionant mitjans al cos per a digerir en part els lípids. Una limitació de les lipases àcides és el fet que treuen només un àcid gras de cada triacilglicerol. Això fa a les lipases àcides menys que no pas les lipases alcalines.

## Estructura
La lipasa àcida és un polipèptid de 371 residus de llargada. L'estructura (determinada per difracció dels raigs X) està composta de 41% d'hèlixs i de 14% de làmines beta. La lipasa gàstrica pertany a la família α/β-hydrolase-fold. Posseeix la clàssica tríada catalítica (Ser-153, His-353, Asp-324) i un forat oxianió anàleg a les proteasa serines.